# Mancomunidad de los Concejos de Oscos-Eo

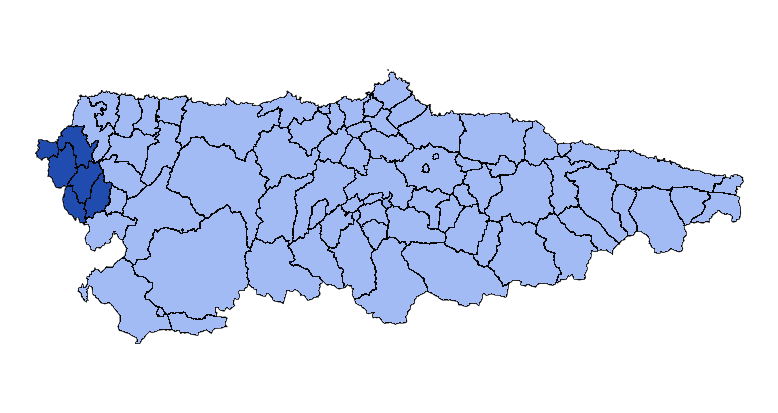
Vista de los concejos que forman la mancomunidad.

La Mancomunidad de los Concejos de Oscos-Eo fue creada para potenciar el turismo de los concejos que forman parte de comarca. Para ello se desarrolló un Plan de Dinamización Turística que pretende, entre otras cosas, la mejora y ampliación de los espacios públicos, el incremento de los valores de calidad en el servicio turístico, mayor oferta de productos y la implicación de la población.
Otra de las labores de la mancomunidad es el fomento del empleo y la riqueza dentro de un modelo de desarrollo local.
Comprende los concejos de:
- San Martín de Oscos
- San Tirso de Abres
- Santa Eulalia de Oscos
- Taramundi
- Vegadeo
- Villanueva de Oscos
- Castropol